# Robot PUMA

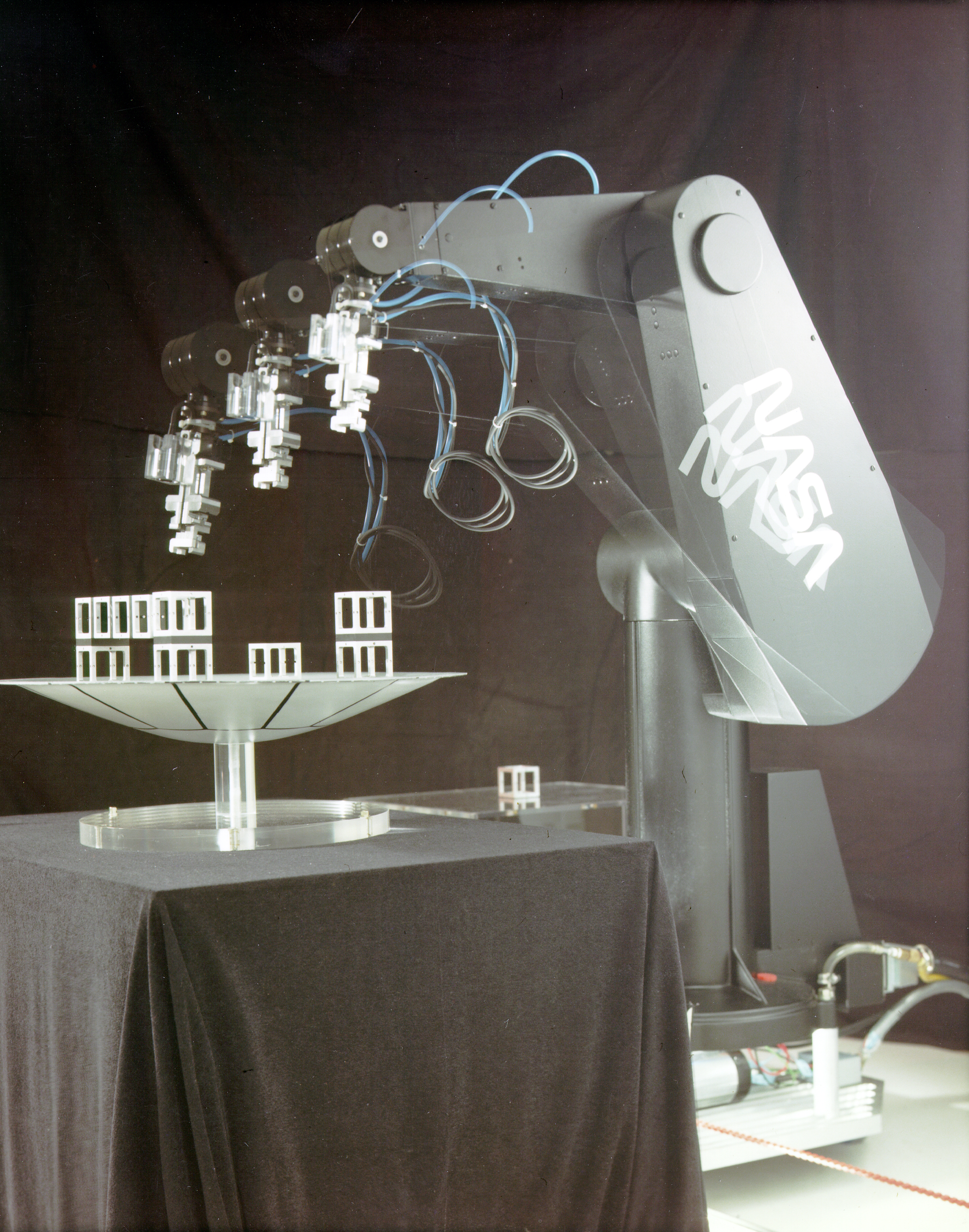
Braccio PUMA alla NASA

Il PUMA (in inglese: Programmable Universal Machine for Assembly, o Programmable Universal Manipulation Arm; in italiano Macchina Universale Programmabile per l'Assemblaggio) è un robot industriale, il primo in epoca moderna a motori elettrici, successivo all'Unimate degli anni '50-'60 elettroidraulico. È un braccio robotico industriale sviluppato da Victor Scheinman negli anni'60-'70. La Unimation lo produsse per il suo storico cliente dell'industria automobilistica General Motors.

## Storia

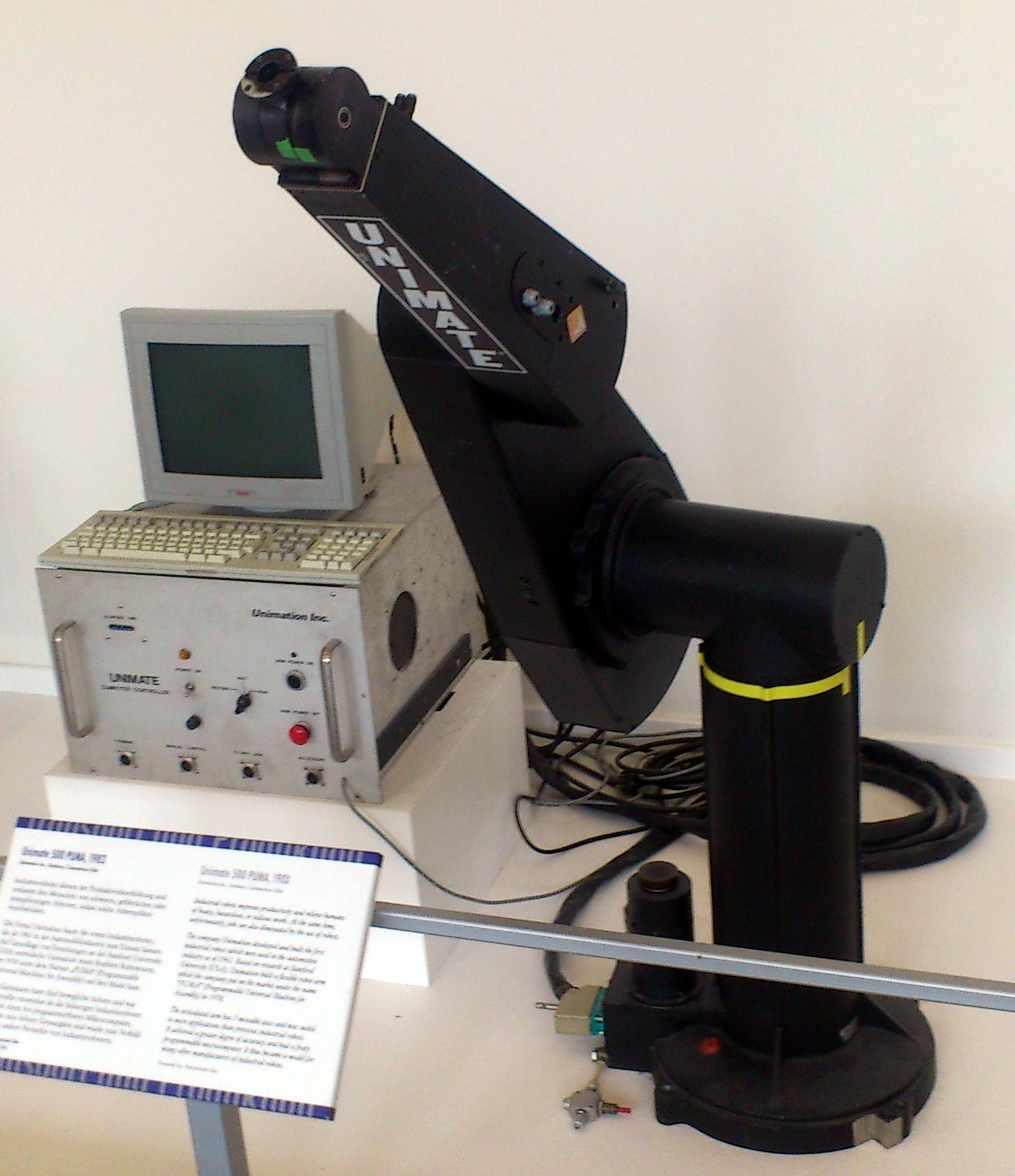
Unimate 500 PUMA (1983), unità di controllo e terminale al Deutsches Museum, Monaco di Baviera

Il PUMA era basato sui primi progetti di Victor Scheinman creati mentre frequentava la Università di Stanford.
Unimation produsse i robot PUMA per anni fino a quando fu comprata da Westinghouse Electric (ca. 1980), e più tardi dalla società svizzera Stäubli (1988). Nokia Robotics produsse circa 1500 PUMA robot negli anni '80; il Puma-650 diventò il modello più popolare tra i clienti. Alcuni vennero progettati anche da Nokia Robotics, come il Nokia NS-16 Industrial Robot o il NRS-15. Nokia vendette la propria divisione robotica nel 1990.
Nel 2002 la General Motors Controls, Robotics and Welding (CRW) organization donò il prototipo originale del robot PUMA allo Smithsonian Institution's National Museum of American History. Prese parte ad una distinta collezione di importanti robot storici, la quale include uno dei primi Unimate e l'Odetics Odex 1.

## Modelli
L'essenza del design è rappresentata in tre categorie: modelli 200, 500, e 700. I modelli 200 sono una piccola unità da tavolo.
I modelli 500 possono raggiungere quasi 2 metri di altezza. Questo modello è il più popolare ed ha la configurazione più riconoscibile. I modelli 700 sono i più grandi ed erano destinati a catene di montaggio, verniciatura e lavori di saldatura.
Tutti i modelli sono composti da due componenti principali: il braccio meccanico e il sistema di controllo. Di solito questi sono collegati tra loro da uno o due grandi cavi multi-conduttori. Quando sono usati due cavi, uno porta la corrente al servomotore e ai freni mentre il secondo porta il segnale di posizione per ogni giuntura al sistema di controllo.
Il computer di controllo è basato sull'architettura LSI-11 che è molto simile ai computer PDP11. Il sistema ha un programma di avvio e un semplice strumento di debug caricato sulla memoria ROM. Il sistema operativo è caricato da un disco esterno - di solito un floppy disk - attraverso porte seriali.
L'unità di controllo contiene anche un alimentatore per il servo motore, schede di elaborazione di feedback analogiche e digitali e un sistema di accensione.

### Modello 260
- 6 bracci assiali con 3 assi che costituiscono un polso sferico.
- Allungamento massimo: 400mm dall'asse centrale al centro del polso.
- Carico utile massimo: 2.2 kg
- Braccio costruttore: 13.2 kg
- Ripetibilità: ±0.05mm
- Velocità massima: 1245mm/sec per movimenti lineari

| Giunture massime      | Gradi |
| --------------------- | ----- |
| Bacino                | 315   |
| Spalla                | 320   |
| Gomito                | 300   |
| Polso pieghevole      | 236   |
| Polso rotante         | 575   |
| Bordo dello strumento | 525   |

### Modello 560 C

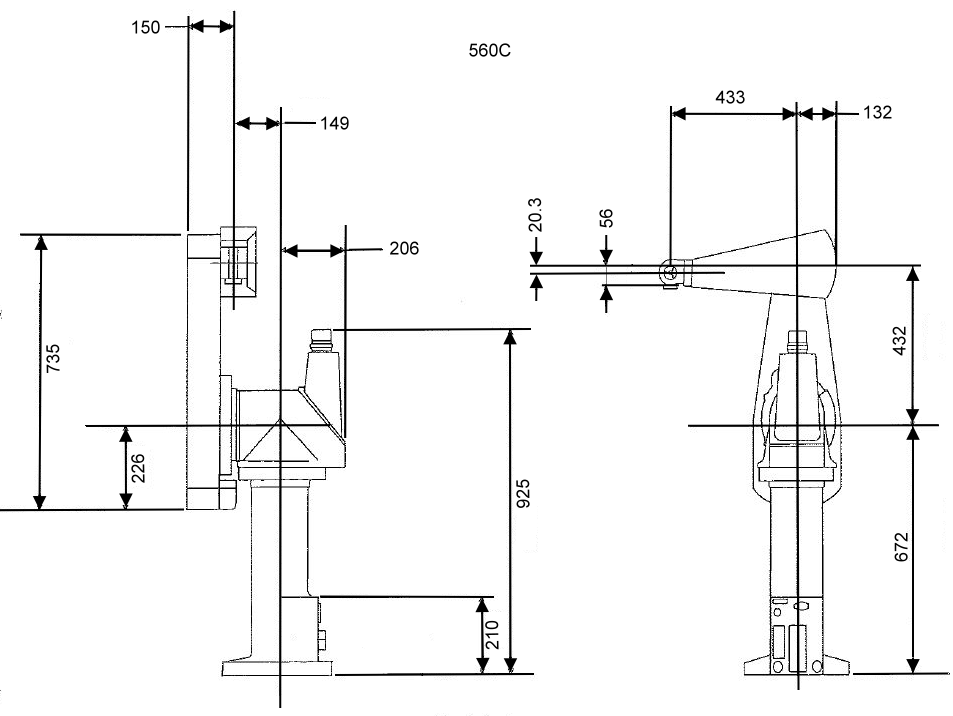
Misure del braccio del robot PUMA 560 C.

- 6 bracci assiali con 3 assi che costituiscono un polso sferico.[3]
- Allungamento massima: 878mm dall'asse centrale al centro del polso. [3]
- Carico utile possibile da 4 kg a 2.5 kg[3]
- Braccio costruttore: 83 kg  (circa)[3]
- Ripetibilità: ±0.1mm[3]
- 2.5 kg velocità massima: 500mm/sec per movimenti lineari [3]
- 4.0 kg velocità massima: 470mm/sec per movimenti lineari [3]

| Giunture massime      | Gradi |
| --------------------- | ----- |
| Bacino                | 320   |
| Spalla                | 266   |
| Gomito                | 284   |
| Polso pieghevole      | 200   |
| Polso rotante         | 280   |
| Bordo dello strumento | 532   |

### Modelli 761 & 762

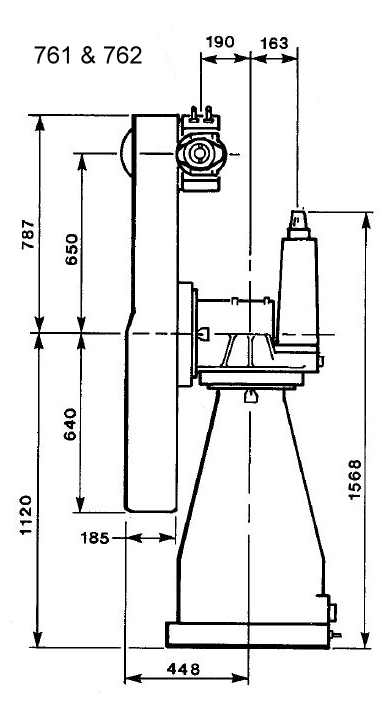
Misure dei bracci dei robot 761 e 762 PUMA. Entrambi i bracci sono identici per queste misurazioni quindi basta una sola immagine.

- 6 bracci assiali con 3 assi che costituiscono un polso sferico.
- Portata massima

```
  761: 1,50m dall'asse centrale al centro del polso. 
  762: 1,25m dall'asse centrale al centro del polso.
[
5
]
```

- Braccio costruttore:

```
  761: 600
 
kg
[
5
]

  762: 590
 
kg
[
5
]
```

- Carico utile:

```
  761: 10
 
kg
[
6
]

  762: 20
 
kg
[
6
]
```

- Ripetibilità: ±0.2mm[7]
- Velocità massima: 1000mm/sec per movimenti lineari. [7]

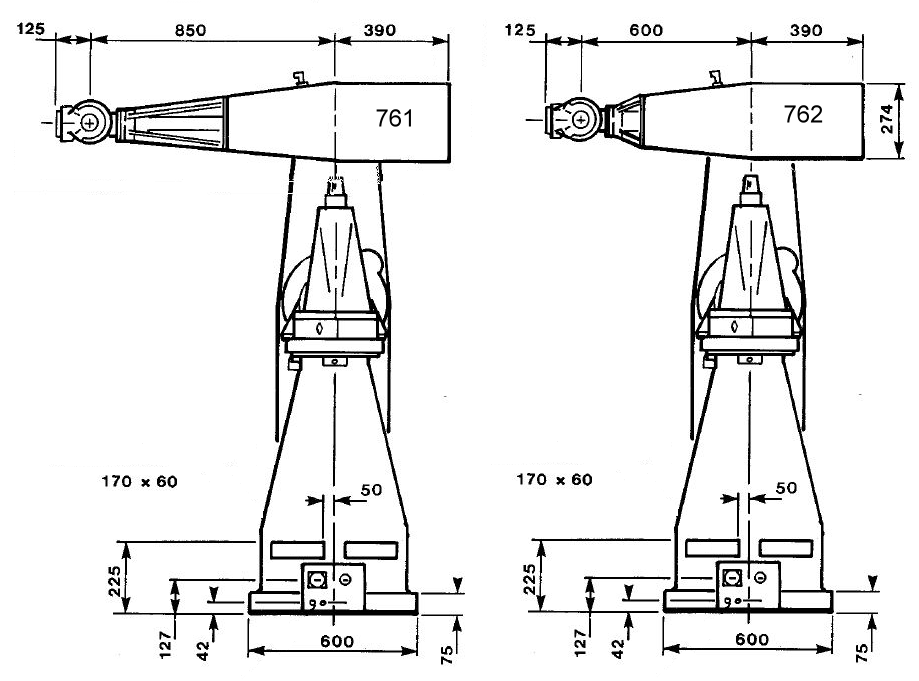
Misure dei bracci dei robot 761 e 762 PUMA, differenti per la lunghezza degli avambracci.

| Giunture massime      | Gradi |
| --------------------- | ----- |
| Bacino                | 320   |
| Spalla                | 220   |
| Gomito                | 270   |
| Polso pieghevole      | 200   |
| Polso rotante         | 532   |
| Perno dello strumento | 600   |